# Орбітальна швидкість

Швидкість кеплерівського руху небесного тіла навколо Сонця, а також її радіальна та поперечна компоненти (анімація).

Орбітальна швидкість — це швидкість у гравітаційно пов’язаних системах астрономічного тіла або об’єкта (наприклад, планети, місяця, штучного супутника, космічного корабля або зірки), з якою воно обертається навколо барицентру або, якщо одне тіло набагато масивніше за інших тіл системи разом, його швидкість відносно центра мас найбільш масивного тіла.
Цей термін можна використовувати для позначення або середньої орбітальної швидкості (тобто середньої швидкості на всій орбіті), або його миттєвої швидкості в певній точці орбіти. Максимальна (миттєва) орбітальна швидкість виникає в периапсиді (перигей, перигелій тощо), тоді як мінімальна швидкість для об’єктів на замкнутих орбітах – у апоапсисі (апогей, афелій тощо). В ідеальних системах із двома тілами об’єкти на відкритих орбітах продовжують сповільнюватися вічно, оскільки їхня відстань до барицентру збільшується.
Коли система наближається до системи двох тіл, миттєва орбітальна швидкість у даній точці орбіти може бути обчислена на основі відстані до центрального тіла та питомої орбітальної енергії об’єкта, яку іноді називають «загальною енергією». Питома орбітальна енергія постійна і не залежить від положення.

## Радіальні траєкторії
Далі вважається, що система є системою з двох тіл, а орбітальний об’єкт має незначну масу порівняно з більшим (центральним) об’єктом. У реальній орбітальній механіці у фокусі знаходиться барицентр системи, а не більший об’єкт.
Питома орбітальна енергія, або повна енергія, дорівнює Ek − Ep. (кінетична енергія − потенційна енергія). Знак результату може бути додатним, нульовим або від’ємним, і цей знак говорить нам про тип орбіти:.
- Якщо питома орбітальна енергія додатна, орбіта незв’язана або відкрита і слідуватиме за гіперболою з більшим тілом у фокусі гіперболи. Об'єкти на відкритих орбітах не повертаються; після проходження периапсису їх відстань від вогнища необмежено збільшується. Дивіться радіальну гіперболічну траєкторію
- Якщо повна енергія дорівнює нулю (E k = E p): орбіта є параболою з фокусом на іншому тілі. Дивіться радіально-параболічну траєкторію. Параболічні орбіти також відкриті.
- Якщо повна енергія від’ємна, E k − E p < 0: орбіта обмежена або замкнута. Рух відбуватиметься по еліпсу з одним фокусом на іншому тілі. Дивіться радіально-еліптичну траєкторію, час вільного падіння. Планети мають орбіти навколо Сонця.

## Поперечна орбітальна швидкість
Поперечна орбітальна швидкість обернено пропорційна відстані до центрального тіла через закон збереження моменту імпульсу або, що еквівалентно, другий закон Кеплера. Це стверджує, що коли тіло рухається навколо своєї орбіти протягом фіксованого проміжку часу, лінія від барицентру до тіла охоплює постійну площу площини орбіти, незалежно від того, яку частину своєї орбіти тіло простежує протягом цього періоду часу.
Цей закон означає, що тіло рухається повільніше біля свого апоапсису, ніж біля свого періапсису, тому що на меншій відстані вздовж дуги йому потрібно рухатися швидше, щоб покрити ту саму площу.